# بطاقات تعليم
بطاقات للتعليم (بالإنجليزية: Labels for Education)‏ هو برنامج تسويقي أطلقته شركة كامبل للحساء [الإنجليزية] في الولايات المتحدة. بدأ البرنامج في عام 1995. وعلى بعض المنتجات، كان الهدف من البرنامج هو الاحتفاظ بالبطاقات (مثل علب الحساء) أو شفرات المنتجات العالمية (UPC) (مثل منتجات بيبريدغ فارم). مؤخرًا، بدأت شركة بوب سيكريت في وضع بطاقات برنامج «بطاقات للتعليم» على منتجاتها، لتحل محل البرنامج المنافس، مكعبات للتعليم (Box Tops for Education)، بعدما حصلت شركة دايموند للأغذية على المنتَج من شركة جينيرال ميلز.